# 张恭庆
张恭庆（1936年5月29日—），男，上海人，中国数学家，北京大学数学科学学院教授，中国科学院院士，以其对无穷维莫尔斯理论的研究而知名。

## 生平
张恭庆早年曾就读于圣芳济中学初中、南洋模范中学，1954年与同学王选等一同考入北京大学数学力学系。 1959年毕业后留校任教，历任助教、副教授。1978年赴美国柯朗数学科学研究所（Courant Institute of Mathematical Sciences）进修，后在加州大学伯克利分校、威斯康星大学麦迪逊分校等校访问、讲学。1981年返国，1983年升任教授。1986年他以在“莫尔斯理论及其在非线性微分方程中的应用”方面的贡献获首届陈省身数学奖。次年又以“临界点理论（Critical Point Theory）及其应用”获国家自然科学奖二等奖。1991年当选中国科学院数学物理学部委员（院士）。1993年获第三世界科学院数学奖，1995年当选第三世界科学院院士。1995年5月，中国数学会第七次代表大会在北京清华大学举行，会议选举产生了77名理事，并召开理事会第一次会议，选举张恭庆担任理事长。同年获何梁何利科技进步奖。1996年任中国数学会理事长，1998年至1998年间曾任北京大学数学研究所所长。2009年获华罗庚数学奖。他还是第八至十届全国人大代表。